# Туманов, Вахтанг Давыдович
Вахтанг Давыдович Туманов (наст. имя Вахтанг Давидович Турманидзе; 2 марта 1916, Тифлис — 31 мая 1997, Тараз) — советский актёр театра и кино, народный артист РСФСР (1970).

## Биография
Вахтанг Давыдович Туманов (наст. имя Вахтанг Давидович Турманидзе) родился 2 марта 1916 года в горах Сванетии (в свидетельстве записали Тифлис). Есть версия, что его мать была латышка. Во время Великой Отечественной войны служил переводчиком, так как знал немецкий язык, в 1943 году был комиссован по ранению. В 1945 году окончил ГИТИС им. Луначарского.
В 1945—1953 годах играл в Московском Художественном театре. С 1953 года был актёром Ленинградского театра имени Ленсовета, но был уволен за увлечение спиртным. Выступал в Латвии. Затем переехал в Сыктывкар, а с 1960 до 1976 года был ведущим артистом Мурманского драматического театра, где получил звание народного артиста РСФСР, первым в театре, но был и там уволен из-за того, что играл в подпитии. Переехал в Среднюю Азию, где в 1976—1979 годах служил в Орском театре драмы.
В 1979—1988 актер Джамбульского областного русского драматического театра.
Умер 31 мая 1997 года в Таразе, похоронен на местном кладбище на аллее почётных захоронений.

## Награды и премии
- Орден Красной Звезды (1943).
- Заслуженный артист Латвийский ССР (1958).
- Народный артист РСФСР (20.04.1970).

## Работы в театре

### Мурманский драмтеатр
- «Перед заходом солнца» Г. Гауптман — Матиас Клаузен
- «Василиса Мелентьева» А. Островский — Иван Грозный
- «Лес» А. Островский — Несчатливцев
- «Старший сын» А. Вампилов — Сафонов

## Фильмография
1. 1952 — Композитор Глинка — Осип Петров, певец
2. 1952 — Римский-Корсаков — выступающий на собрании (нет в титрах)
3. 1953 — Адмирал Ушаков — Фут
4. 1953 — Корабли штурмуют бастионы — Фут
5. 1969 — Рокировка в длинную сторону — эпизод